# Paretón
El Paretón o Paretón (Los Cantareros o Las Lomas, como popularmente es dicho) es una pedanía del municipio de Totana, en la Región de Murcia, España.  

## Población
Con una superficie de 1.750 hectáreas cuenta con una población actualmente de 1533 habitantes según el INE. La distribución de la población se encuentra repartida en los distintos núcleos  que componen la pedanía:  Los Serranos,  Los Abispaos, Los Andreos, Anteros, Rillos, Costillicas, Frasquitos, Guardianes, Lomas de Abajo, Lomas de Arriba, Pernegueras Chicas, Los López, Mateos, Merinas, Moralos, Tuertos, Pulios, Tuelas, Ventas de El Paretón y Viña Larga.
| Gráfica de evolución demográfica de Paretón entre 2010 y 2020                                                                               |
| |
| Población según el padrón municipal de 2020 del INE. Fuente Instituto Nacional de Estadística de España - Elaboración gráfica por Wikipedia |

## Geografía

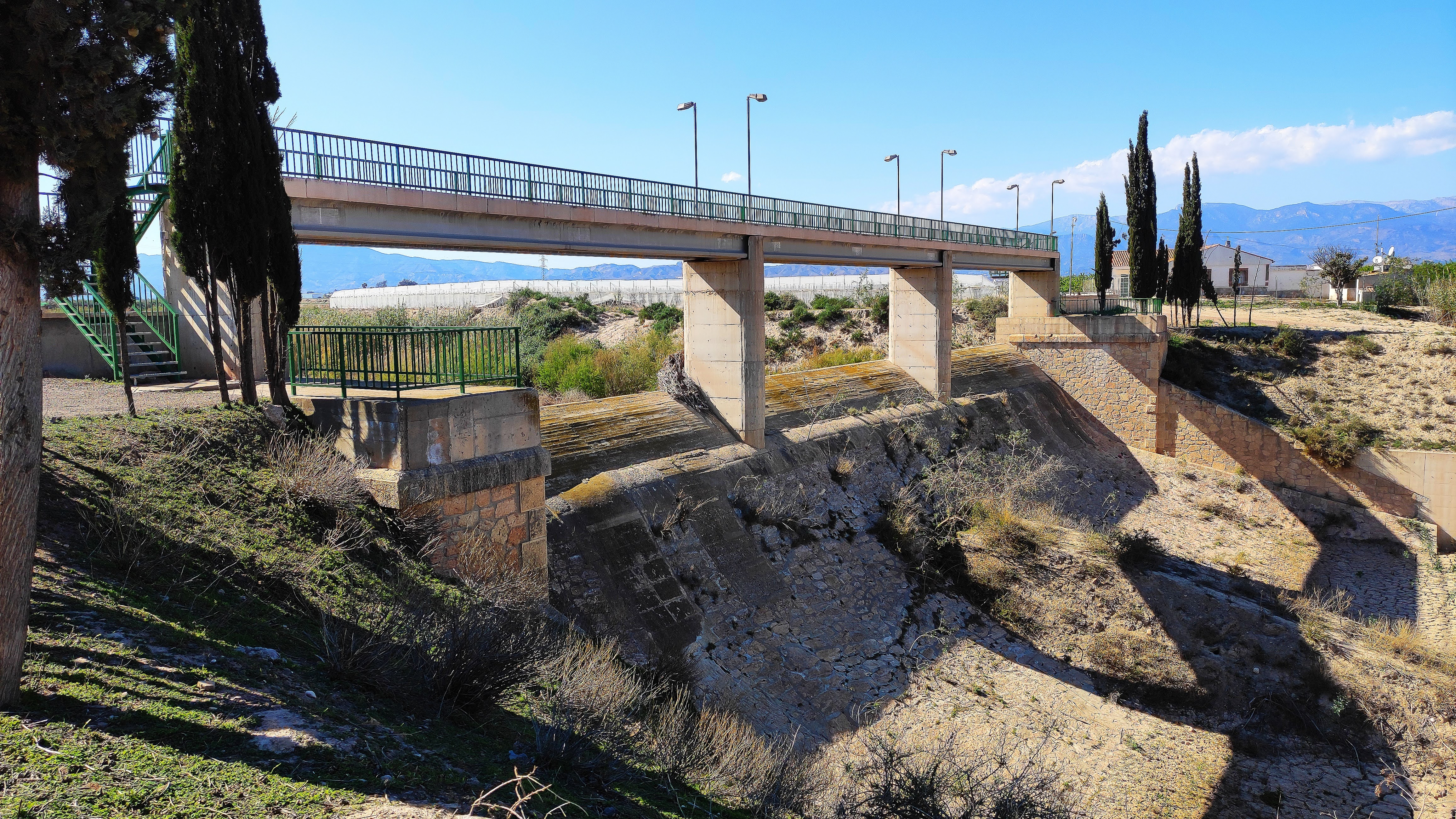
Presa del Paretón, en el que el agua se desvía al río Guadalentín.

Esta diputación ocupa parte de la Depresión Prelitoral Murciana y está delimitada al norte por el río Guadalentín y al sur por el municipio de Mazarrón. Se desarrolla un clima árido cuyo rasgo principal es la escasez de precipitaciones y un régimen irregular de lluvias. La mayor concentración coincide con los equinoccios y el periodo de más estío con los días entre junio-agosto y enero- febrero. Las temperaturas son suaves durante todo el año, con una oscilación térmica de 17 °C. Es poco común el registro de temperaturas negativas, cuando ocurre se debe a heladas matinales en los meses de invierno.
Por su situación geográfica son habituales las lluvias torrenciales fruto del fenómeno de la Gota Fría o DANA. En la pedanía se encuentra el Canal de El Paretón, cuyas obras se iniciaron en 1894 con el objetivo de desahogar las crecidas que pudiera tener el río Segura a su paso por Murcia. Se trata así, de una infraestructura de derivación que conduce parte de las aguas del Río Guadalentín, afluente del Segura hacia el Puerto de Mazarrón, concretamente a la Rambla de las Moreras. Toda esta obra se inició con motivo de las grandes riadas que se producían en la capital como la de Santa Teresa de 1879.La construcción de El Canal fue muy importante ya que atrajo a un gran número de población debido a la creación de numerosos puestos de trabajo. Se creará de esta manera, el Sindicato único de Oficios Varios de Paretón y Cantareros. Además de la construcción de El Canal, también se dispuso a reparar la presa de contención de agua que había en la localidad puesto que había sido arrasada en la mencionada riada de Santa Teresa.
El suelo de la pedanía está caracterizado por ser de dos tipos: por un lado, el suelo árido o de secano y por otro lado, el denominado como suelo de vega o de ribera. Este último, debido a la gran cantidad de minerales arrastrados por el Río Guadalentín y a su profundidad, tiene un alto grado de fertilidad, haciendo que sea óptimo para el desarrollo de la agricultura, actividad tradicional de la pedanía.

## Historia
El primer documento en el que se hace alusión a El Paretón corresponde al año 1561, se trata de un contrato de venta de tierras, que indicaría la presencia de cultivos y de población ya desde la mitad del siglo XVI. En otro documento fechado en 1583 también se haría alusión a la zona, puesto que el rey Felipe II daría permiso a la villa de Totana para atajar el río Seco que venía de Lorca. Así, “Paretón” o “Paletón” sería el nombre recibido por dicho río. Se considera también que el origen toponímico de esta pedanía estaría ligado a las distintas presas de contención de agua que se habrían desarrollado en la zona. De esta manera, a las presas más pequeñas era común denominarlas “pereta” y a las más grandes, “paretón” o “paredón”. El nombre por tanto tendría su origen en el siglo XVI, cuando se da comienzo a la colonización de este valle y estaría directamente relacionado con el agua, el río y la importancia de este para la supervivencia en la zona. La teoría sobre esta vinculación estrecha se refuerza en la denominación que recibe uno de los caminos de la diputación “camino de los Paretones”, en las cercanías del río Guadalentín. El río Paretón aparece en los documentos hasta el siglo XIX cuando ya comienza a recibir la denominación actual, Río Guadalentín. Se conoce que el aprovechamiento de este río sería utilizado desde época romana con la construcción de contenciones. Al mismo tiempo, esta civilización romana habría desarrollado en este valle del Guadalentín parte del trazado de la Via Agusta, concretamente la parte que unía Cartagena (Carthago Nova) con Lorca (Eliocroca).

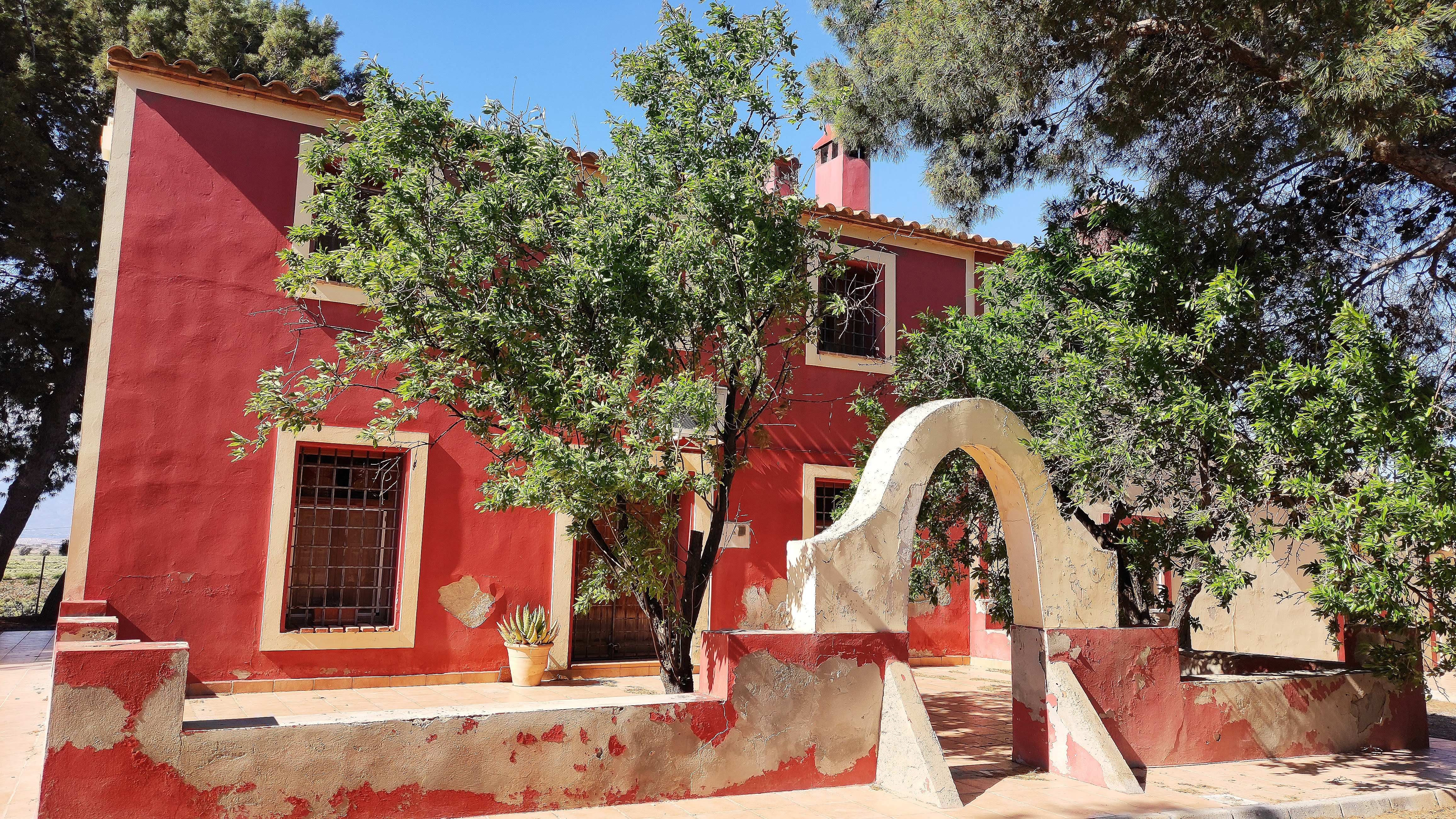
La Casa Colorá, vivienda tradicional de El Paretón, en su estado actual como casa rural.

El aprovechamiento de las aguas del Río Guadalentín en el siglo XVI dará lugar a un asentamiento efectivo de la zona. En esta etapa destaca la construcción de infraestructuras de origen andalusí como los aljibes, las acequias o los lavajos, para recoger el agua de la lluvia. Estos permitían el desarrollo de cultivos propios de la zona mediterránea como los olivos, los algarrobos, los almendros o los cereales. Apenas se conservan las infraestructuras de la época pero sí que se encuentran aljibes del siglo XIX y XX, que formaban parte de las casas rurales típicas de la zona. Muchas de estas antiguas viviendas han sido destruidas como la "Casa Aledo" o bien abandonadas. Otras han sido reformadas para el turismo rural como la "Casa Colorá". 

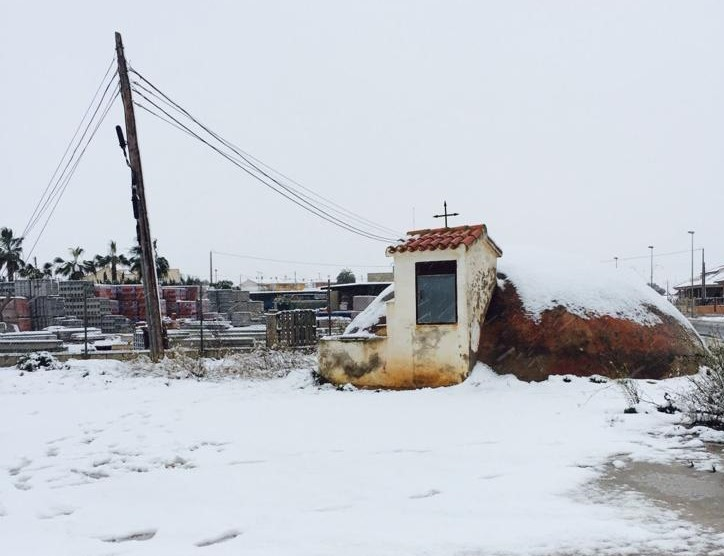
Una de las aljibes de El Paretón tras la nevada de 2017

Las casas rurales tradicionales de El Paretón eran o bien grandes casonas propiedad de señores o pequeñas casas de labranza. La distribución y tamaño de estas variaba en función del propietario. Por lo general, contaban con una entrada que daba acceso a la cocina y a los dormitorios y por otro lado, un pasillo hacia los dormitorios secundarios, almacén y patio. Podía haber casas de dos plantas y en dicho caso, la parte superior sería para la vivienda de los propietarios y la inferior para almacén, cuadra, porche y habitaciones de la familia encargada del cuidado y labranza de las tierras. El elemento fundamental era el corral, con una parte techada y otra al descubierto. En este se guardaba el ganado de la finca y contaba con un gallinero; además de un almacén para guardar las maquinarias y herramientas.  En los exteriores, no podía faltar el mencionado aljibe para proporcionar agua potable con un bebedero para los animales y un gran horno de leña para hacer pan. La pedanía en el siglo XIX contaba con este tipo de distribución poblacional que componía todo un hábitat disperso. Sin embargo, será a partir del siglo XX cuando comience su crecimiento exponencial gracias a la distribución de cultivos como la alfalfa, el pimiento de bola o a la creación de infraestructuras públicas, como el mencionado canal o la presa. Con la llegada del turismo a España sobre todo procedente de Gran Bretaña, y la realización de grandes urbanizaciones contiguas a la pedanía como Camposol o los resorts de la empresa Polaris, se ha producido un crecimiento de la zona ya que la pedanía ha servido como lugar para proporcionar servicios tanto de supermercados como de escuela.

## Equipamientos sociales
En ella podemos encontrar diferentes servicios como por ejemplo el Centro de Personas Mayores “Paretón-Cantareros”, que actúa como centro de día para jubilados y pensionistas. En este se ofrecen servicios como cafetería, prensa, asesoramiento y además, tienen lugar la realización de actividades culturales y deportivas. El municipio también cuenta con un centro educativo, CEIBas Guadalentín donde se imparten clases desde educación infantil hasta la educación secundaria obligatoria (ESO). Al mismo tiempo, tiene acceso a unas instalaciones deportivas propias, El Complejo deportivo “Valle del Guadalentín” que cuenta con un pabellón para realizar deportes en cubierto, una pista deportiva al aire libre, un campo de fútbol de césped artificial, una pista de tenis y otra de pádel. Además de dos piscinas descubiertas. Otro servicio vital es la atención médica primaria en su Consultorio Médico de El Paretón, que ha sido reformado en 2020 para ser adaptado a las medidas sanitarias de la pandemia Covid-19.
La pedanía cuenta además con distintas asociaciones en las que participan los habitantes: 
- La Asociación de Vecinos de El Paretón formada por más de 300 vecinos fue renovada su directiva en 2017.[14]
- La Asociación de Amas-Amos de Casa IGUAL-DÁ, quienes realizan diferentes actividades para el día de la Mujer como por ejemplo la celebración de concursos de postres o de paellas.[15]
- Asociación de Madres y Padres del Centro Público de Educación Infantil y Básica Guadalentín, formada por 40 personas.[16]
- Asociación de Amigos de la Música de El Paretón, dirige la Academia de Música del Municipio y además, desde 1995 conforman toda una banda de más de 50 músicos que participa en distintas procesiones de la Región de Murcia y realiza distintos conciertos como el de Navidad o Semana Santa.[17]
- Sociedad de Cazadores de El Paretón con 89 abonados.[18]
- Asociación Cultural del Barrio de San Juan de Paretón-Cantareros encargada de realizar las fiestas del barrio de San Juan de la Pedanía. Conformada por 149 personas.[18]

## Economía local
La agricultura y la ganadería componen las actividades principales del Valle del Guadalentín. Han surgido en la pedanía grandes empresas de explotación agropecuaria centradas principalmente en el cultivo de brócoli, lechugas, cebollas, alcanciles o sandías. Se mantienen otros cultivos tradicionales como el olivo para la realización de Aceite de Oliva Virgen Extra. La ganadería se centra por otro lado, en la explotación porcina con el desarrollo de grandes granjas.  En un segundo plano, destaca también las instalaciones ganaderas ovina y caprina. El sector secundario, por su cercanía a diversas urbanizaciones turísticas, se ha desarrollado con un fuerte peso la construcción (desacelerado por la crisis sufrida en 2008). La pedanía cuenta con un sector servicios extendido: tienda de ropa, carnicería, dos supermercados, varias peluquerías, tienda de electrodomésticos, molino, bares, gasolinera, estanco, ferretería, tiendas de piensos y de abonos.

## Monumentos

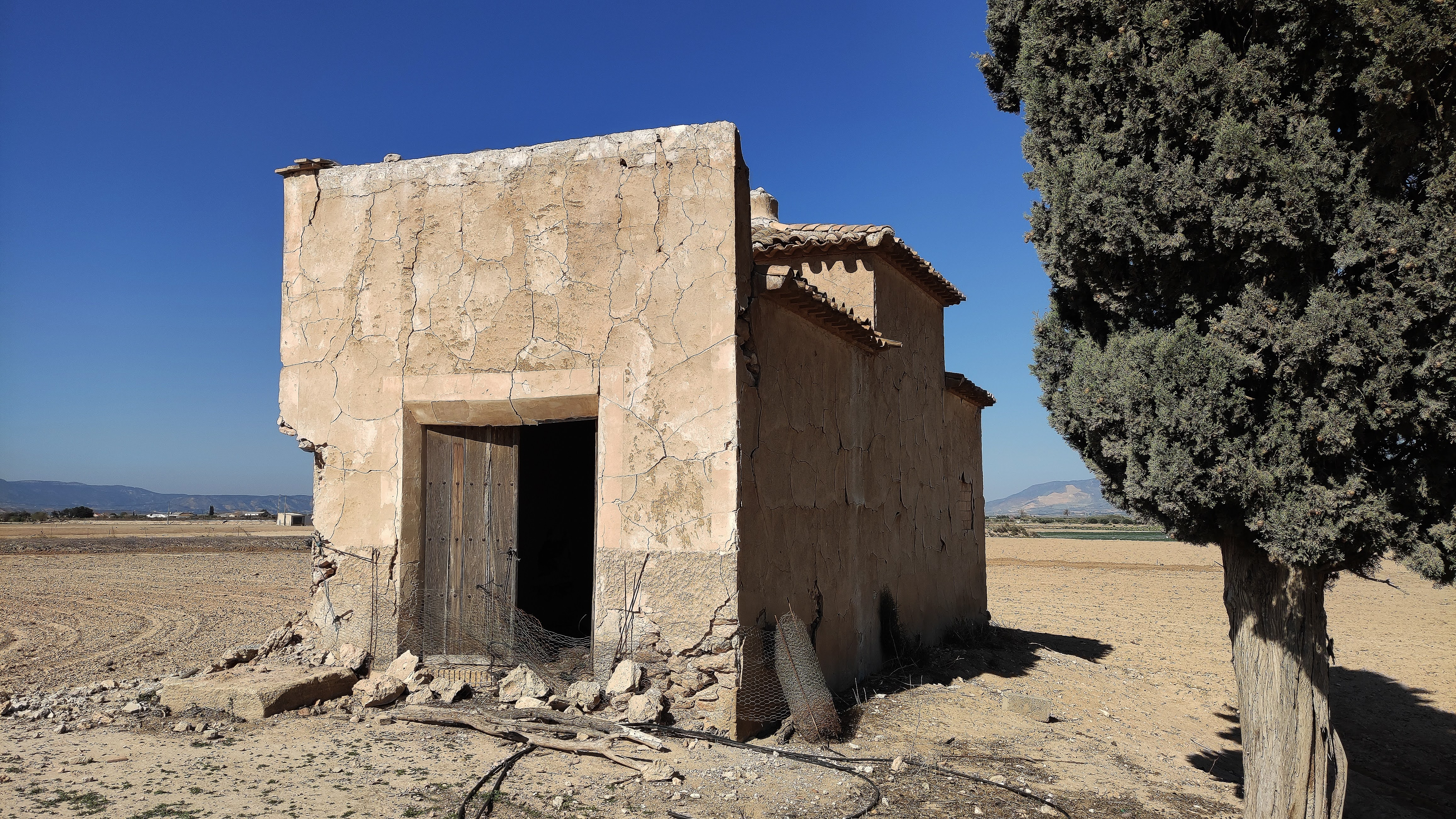
Ruinas de la antigua iglesia del Huerto Nisar

### Iglesia del Huerto Nisar
Propiedad de los antiguos dueños de la finca del mismo nombre. Se encuentra actualmente en un mal estado de conservación. Al lado de esta habría también un cementerio para las personas que habitaban esta gran finca agraria. 

### Iglesia de Las Lomas.
Su arquitectura es reciente y fue realizada en el siglo XX. En ella se encuentra la imagen de Ntra. Sra. la Virgen del Carmen. Cada mes de julio se realiza una procesión en homenaje a esta virgen con motivo de las fiestas patronales del barrio de Las Lomas en el que se sitúa.

### Iglesia de Nuestra Señora del Rosario.
La ermita fue construida en 1728 y es propiedad del Obispado de Cartagena. Fue remodelada en el año 2008 con un presupuesto de 367.000 euros.  En ella se encuentra la imagen de Ntra. Sra. del Rosario y está situada en la zona de los Cantareros.

### Molino de los Guardianes.
Existe un gran debate sobre la fecha de realización de este gran molino de trigo mecánico, aunque se considera que fue construido a principios del siglo XIX, continuando su actividad hasta mitad del siglo XX. En la actualidad se encuentra en un gran grado de deterioro debido a su desuso y a la escasa atención prestada. Se ha intentado llevar a cabo su rehabilitación por distintos organismos gubernamentales pero aun no se ha puesto en marcha ningún proyecto debido a que se encuentra en una propiedad privada.

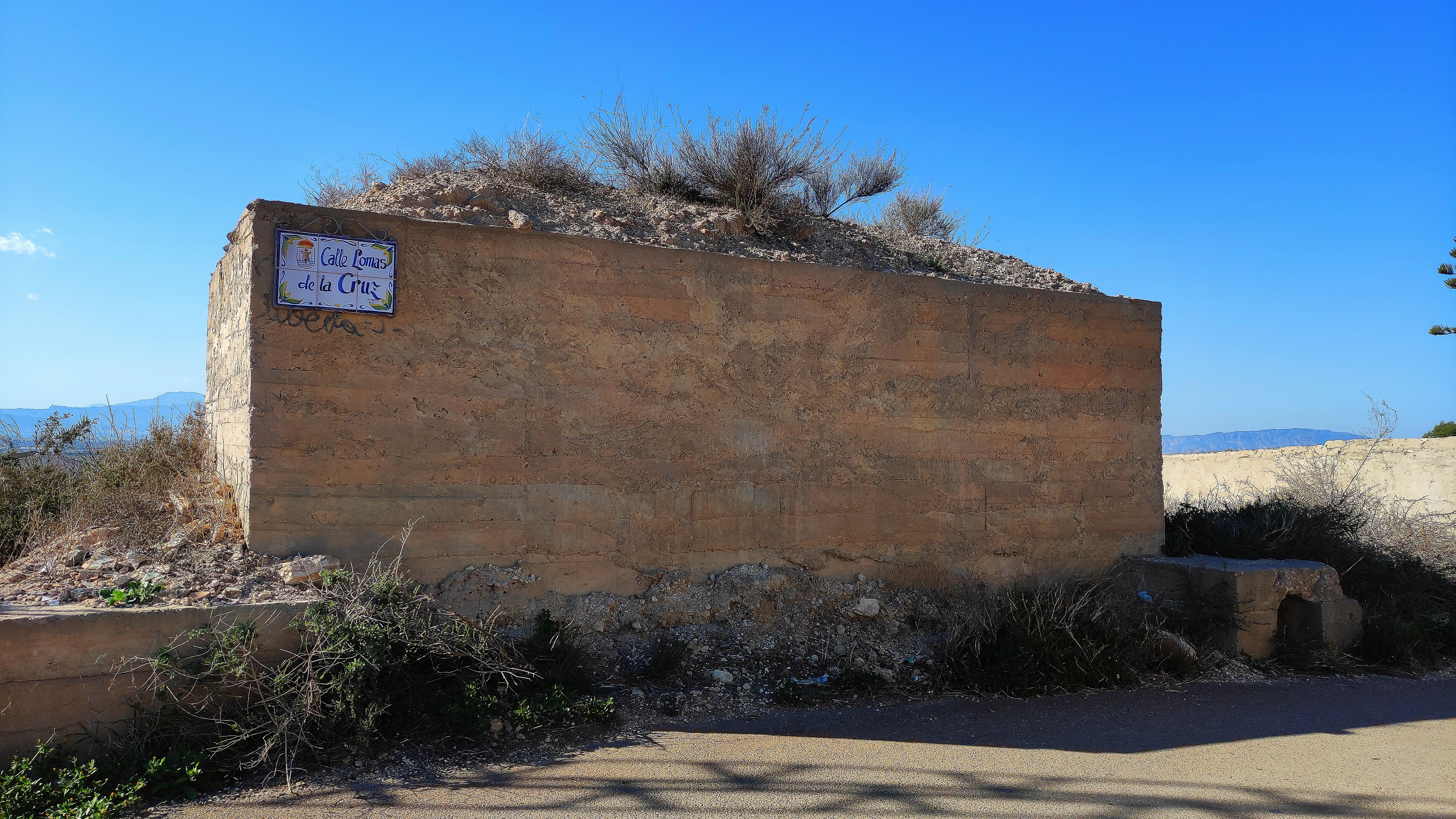
Uno de los nidos de Ametralladora o Casamatas en su estado actual

### Nidos de Ametralladoras y trincheras de la Guerra Civil
Con motivo de la guerra civil española se llevó a cabo toda una línea de fortificación que uniría Águilas con Guardamar, ocupando todo el Valle del Guadalentín. En la pedanía se desarrollaron así diferentes refugios de tropa, localizándose en total cinco casamatas, de las cuales cuatro se conservan intactas. Estas sufrieron retrasos en su construcción debido a la falta de mano de obra y de medios, habiendo comenzado la edificación en agosto de 1937. Su fin era la fortificación de la retaguardia de la zona militar de Cartagena. Nunca llegaron a usarse durante la guerra civil española, tampoco han sido arregladas o puestas en valor por patrimonio. Fueron selladas las entradas de las casamatas para evitar el acceso de niños.

## Fiestas

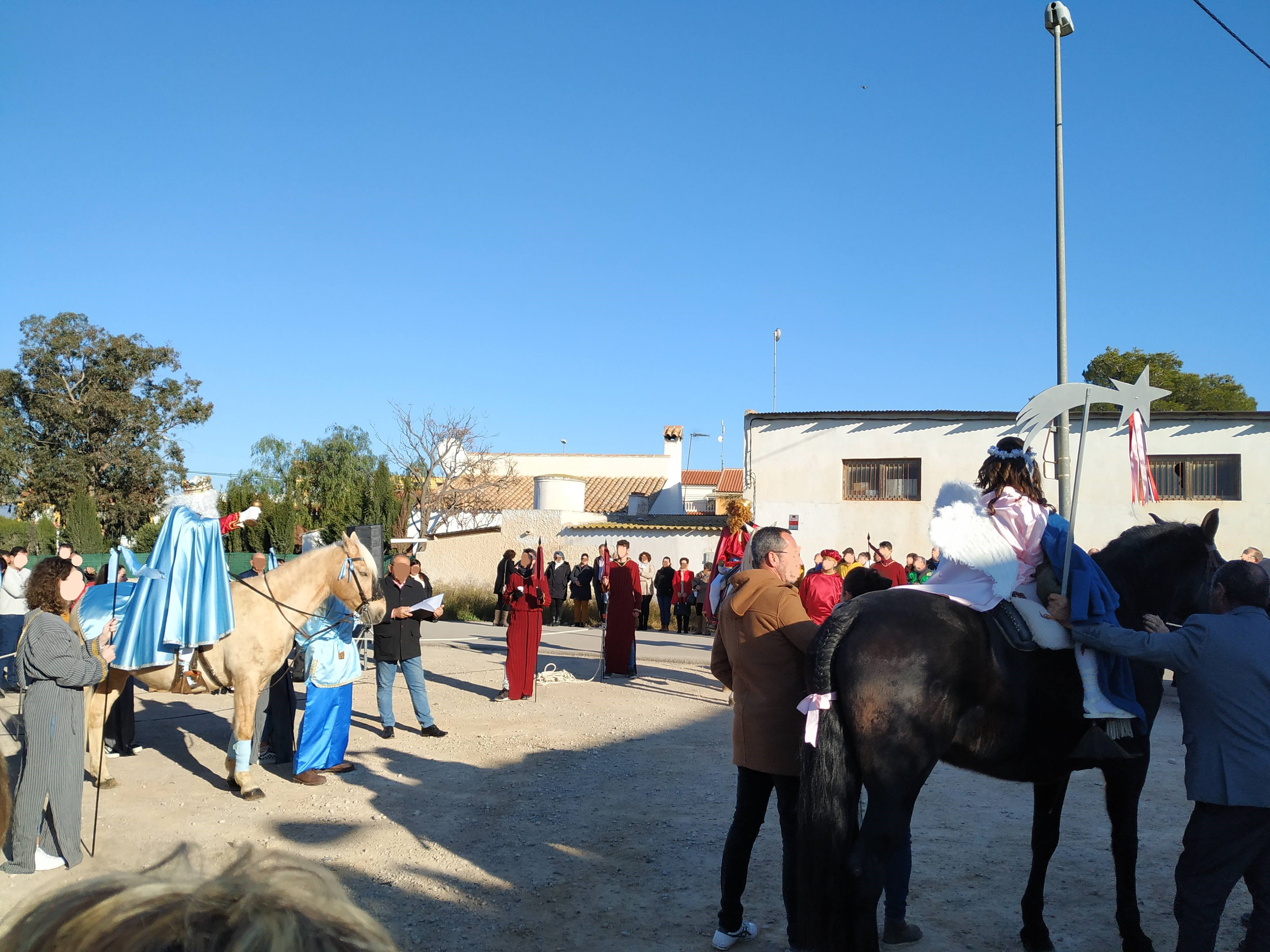
Primer Acto del Auto Sacramental en la explanada de la Academia de Música.

### Auto Sacramental de los Reyes Magos
El 6 de enero tiene lugar la representación del Auto Sacramental de los Reyes Magos en Los Cantareros. Se trata de una obra de teatro en la que participan los vecinos tomando como referencia un manuscrito del siglo XVIII, fecha en las que se da comienzo a este tipo de representaciones convertidas hoy en toda una muestra de la tradición y folclore de la pedanía. 
La representación comienza con el encuentro de los tres Reyes Magos, Melchor, Gaspar y Baltasar, atraídos por el resplandor de una estrella o lucero que los conduce a Jerusalén. Con el discurso realizado por esta estrella se da comienzo al primer acto de la obra que tiene lugar en la explanada situada en la Academia de Música. 
El Segundo acto tiene lugar en el Salón de los Cantareros que es ataviado con un escenario, por un lado, un castillo que representa la fortaleza del rey Herodes y por otro lado, una casa humilde en la que actúan los dos personajes cómicos de "Jusepe y Rebeca". Estos son dos hermanos que hablan en "panocho" y muestran como el pueblo llano ve la noticia del nacimiento de Jesús. Los Reyes Magos se dirigen a ver a Herodes, rey de Judea quien siente amenazado su trono debido al nacimiento del mesías. En este acto destaca la actuación también del centurión del palacio y de una especie de demonio que perturba el sueño de Herodes para incitarlo a acabar con la vida del niño recién nacido. Por último, el tercer acto tiene lugar en la iglesia de los Cantareros cuanto ya los tres Magos de Oriente  llegan a Belén, donde  encuentran a Jesús, en una humilde cueva. Allí actúa tanto la Virgen María como San José. La representación termina con la adoración de los Reyes y la entrega de presentes: oro, incienso y mirra. Este día supone una gran festividad que después se termina con toda una jornada de convivencia entre vecinos donde se suele hacer una gran paella.

### Fiestas patronales en honor a la Virgen del Carmen
Suelen dar comienzo el viernes próximo al día 16 de julio, festividad del día del Carmen. Estas tienen lugar en el barrio de Las lomas junto a la ermita de este. El primer día de estas fiestas es tradicional realizar un partido de fútbol de solteros contra casados en el campo de césped de la pedanía. La actividad del día siguiente, del sábado es la tradicional Ruta de la Tapa en la que colaboran todos los bares. El domingo, además de realizar una misa por la mañana, por la tarde se lleva a cabo una procesión en honor a la Virgen del Carmen en la que salen distintos tronos y pasos procesionales.

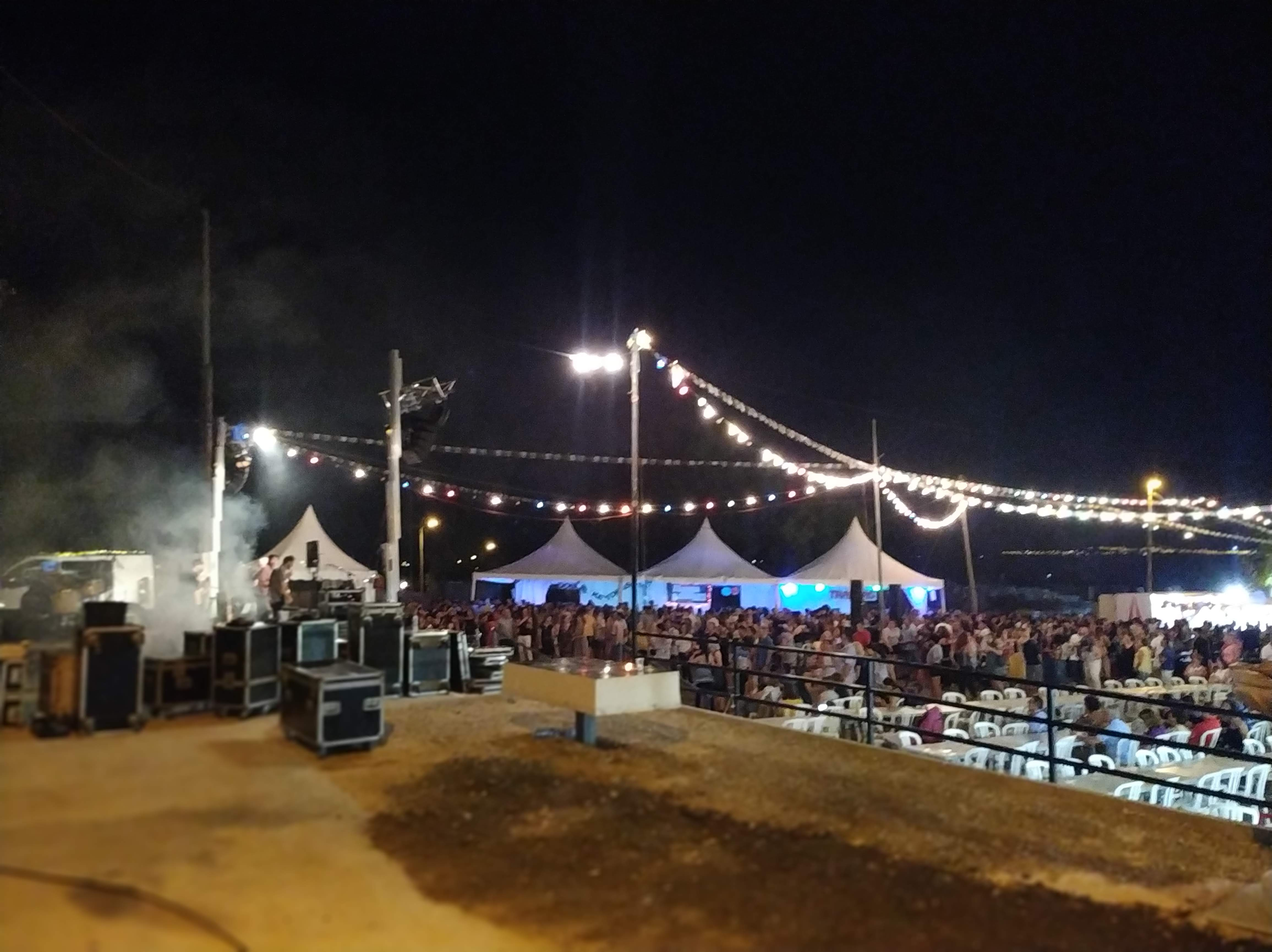
Verbena de Los Cantareros en el año 2019 durante un concierto

### Fiestas patronales en honor de la Virgen del Rosario
Las fiestas patronales en honor a la Virgen del Rosario o también denominadas como "Fiestas de los Cantareros" porque se realizan en esta zona, son el eje fundamental del calendario festivo de la pedanía. Estas suelen durar aproximadamente una semana y los días más importantes son 15 y 16 de agosto, día de la Virgen del Rosario y de San Roque respectivamente. En estas se realizan numerosas actividades como: concurso de paellas, concurso de migas, concurso de petanca, tobogán de agua gigante, lanzamiento de hueso de oliva, cucaña, autos-locos, ruta en bicicleta, concurso de cartas...Además, por las noches se abren los chiringuitos en la plaza y tienen lugar conciertos de música.